# Точно в три и петнадесет
„Точно в три и петнадесет“ (на руски: Ровно в три пятнадцать) е съветски анимационен филм, създаден през 1959 година от режисьорите аниматори Евгений Мигунов и Борис Дьожкин на киностудиото Союзмултфилм. Той е част от поредицата „Приключенията на Веселите човечета“.

## Сюжет
Една сутрин в редакцията на списанието „Весели картинки“ позвънява телефона. Ръководителят на „Клуба на Веселите човечета“ вдига слушалката и получава предложение от лагеруващите наблизо пионери, неговата група да изнесе праздничен концерт по случай откриването на сезона за лагеруване. Членовете на клуба приемат с охота предложението и потеглят незабавно.
По време на пътя към лагера, техният автомобил аварира. Те са изправени пред дилема- или трябва незабавно да поправят колата, или да намерят друг начин да се доберат до пионерския лагер за началото на концерта. А то е точно в три и петнадесет...
За щастие, след много перипетии всичко завършва благополучно.

## В ролите
Персонажите във филма са озвучени с гласовете на:
- Георгий Вицин като Моливко и Петрушка

### Интересни факти
Имената на останалите озвучители не са упоменати в титрите.